# Stade des Alpes
Stade des Alpes – stadion piłkarski w Grenoble, we Francji. Został otwarty 15 lutego 2008 roku. Może pomieścić 20 000 widzów (wszystkie miejsca zadaszone). Swoje spotkania rozgrywają na nim piłkarze klubu Grenoble Foot 38 oraz rugbyści zespołu FC Grenoble Rugby. Stadion powstał częściowo w miejscu dawnego Stade Charles-Berty, tuż obok hali sportowej Palais des Sports.

## Historia
W 2003 roku dokonano rozbiórki Stade Charles-Berty. Następnie częściowo w jego miejscu miał powstać nowy, typowo piłkarski stadion. W związku z licznymi problemami i protestami (w tym protest ekologów przeciwko wycince drzew w miejscu przyszłej budowy, w ramach którego aktywiści wspięli się na drzewa by je okupować) budowa nowego obiektu ruszyła dopiero na przełomie 2005 i 2006 roku. Projekt areny został przygotowany przez biuro architektoniczne Chaix & Morel et associés, a głównym wykonawcą była firma Demathieu & Bard. Otwarcia stadionu dokonano 15 lutego 2008 roku meczem ligowym gospodarzy, drużyny Grenoble Foot 38 (przed przeprowadzką na nowy obiekt piłkarze tego zespołu występowali na Stade Lesdiguières), przeciwko Clermont Foot (2:0). Kilka miesięcy później Grenoble Foot 38 awansowało do Ligue 1, gdzie występowało przez dwa sezony, do 2010 roku. W 2014 roku ze Stade Lesdiguières na Stade des Alpes przeprowadzili się również rugbyści klubu FC Grenoble Rugby.
27 maja 2008 roku na stadionie zagrała piłkarska reprezentacja Francji, pokonując w meczu towarzyskim Ekwador 2:0. Na obiekcie grywała również piłkarska reprezentacja Francji kobiet, reprezentacja Francji w rugby do lat 20 czy kobieca reprezentacja Francji w rugby.
15 maja 2016 roku na stadionie odbył się finał piłkarskiego Pucharu Francji kobiet (Montpellier HSC – Olympique Lyon 1:2).
W 2019 roku obiekt był jedną z aren piłkarskich Mistrzostw Świata kobiet. Rozegrano na nim cztery spotkania fazy grupowej i jeden mecz 1/8 finału tego turnieju.
Na obiekcie odbywają się również inne imprezy, w tym pozasportowe (m.in. koncerty).